# أندي زيمر
أندي زيمر (9 أكتوبر 1919 - 20 ديسمبر 2005) (بالإنجليزية: Andy Zimmer)‏ هو ضابط ولاعب كرة سلة أمريكي في مركز الوسط. لعب مع إنديانا هوسيرز ‏.